# Тростянецькі липи
Тростяне́цькі ли́пи — ботанічна пам'ятка природи місцевого значення в Україні. Об'єкт природно-заповідного фонду Сумської області. 
Розташована в межах міста Тростянець Сумської області, на вулиці Липова алея. 

## Опис
Площа 0,5 га. Статус надано згідно з рішенням облвиконкому від 27.07.1977 року № 429, і рішенням облради від 19.10.2000 року. Перебуває у віданні підприємства «Тростянецькомунсервіс». 
Статус надано для збереження дворядної алеї лип, висадженої вздовж вулиці. Довжина алеї 230 м. 